# Alexandre Sidorenko
Alexandre Sidorenko (ur. 18 lutego 1988 w Petersburgu) – francuski tenisista pochodzenia rosyjskiego.

## Kariera tenisowa
Występując jeszcze jako junior Sidorenko wygrał w styczniu 2006 roku zmagania o mistrzostwo w wielkoszlemowym Australian Open. W finale pokonał 6:3, 7:6 Nicka Lindhala. Tegoż samego roku rozpoczął karierę zawodową, którą zakończył w sezonie 2017.
W przeciągu swojej kariery zwyciężył w 1 turnieju rangi ATP Challenger Tour.
W rozgrywkach rangi ATP World Tour najdalej zaszedł w maju 2009 roku w niemieckim Stuttgarcie, na nawierzchni ziemnej. Przechodząc najpierw eliminacje osiągnął ćwierćfinał turnieju głównego, przegrywając jednak pojedynek o dalszą fazę z Victorem Hănescu.
Najwyżej sklasyfikowany w rankingu singlistów był na 145. miejscu pod koniec maja 2009 roku.

### Zwycięstwa w turniejach ATP Challenger Tour w grze pojedynczej
| Końcowy wynik | Nr | Data | Turniej      | Nawierzchnia  | Przeciwnik    | Wynik finału     |
| ------------- | -- | ---- | ------------ | ------------- | ------------- | ---------------- |
| Zwycięzca     | 1. | 2016 | Saint-Brieuc | Twarda (hala) | Igor Sijsling | 2:6, 6:3, 7:6(3) |